# بوسه (فیلم ۱۹۱۶)
بوسه (انگلیسی: The Kiss) یک فیلم به کارگردانی دل هندرسون است که در سال ۱۹۱۶ منتشر شد.